# کلیم‌الله خان
کلیم‌الله خان (انگلیسی: Kaleemullah Khan؛ زادهٔ ۲ ژانویهٔ ۱۹۵۸) بازیکن هاکی روی چمن اهل پاکستان است.